# مراد ممدوف
مراد ممدوف (به ترکی آذربایجانی: Murad Məmmədov؛ زادهٔ ۱۲ اوت ۱۹۹۵) یک کشتی‌گیر فرنگی‌کار اهل کشور جمهوری آذربایجان است. وی سابقه حضور در المپیک ۲۰۲۴ پاریس را دارد.  
از افتخارات وی می‌توان به کسب مدال نقره قهرمانی کشتی جهان ۲۰۲۳ و مدال برنز قهرمانی کشتی جهان ۲۰۲۱ اشاره کرد.

## فعالیت حرفه‌ای

### قهرمانی کشتی جهان ۲۰۲۱
ممدوف در وزن ۶۰ کیلوگرم کشتی فرنگی قهرمانی کشتی جهان ۲۰۲۱ اسلو شرکت کرد، او در مسابقه‌های اول تا سوم کریستین کچسکمتی از مجارستان، آیدوس سلطانگالی از قزاقستان و آیاتا سوزوکی از ژاپن را شکست داد اما در نیمه نهایی به ژولامان شارشنبکوف از قرقیزستان باخت و به دیدار رده‌بندی رفت. وی در دیدار رده‌بندی ماکسیم کاژارسکی از بلاروس را شکست داد و مدال برنز را بدست آورد.

### قهرمانی کشتی جهان ۲۰۲۳
ممدوف در وزن ۶۳ کیلوگرم کشتی فرنگی قهرمانی کشتی جهان ۲۰۲۳ بلگراد شرکت کرد، او در این مسابقات خاویر جانسون از آمریکا، هراچیا پوغوسیان از ارمنستان و گئورگی تیبیلوف از صربستان را شکست داد و به فینال رسید. وی در دیدار نهایی به لری ابولادزه از گرجستان باخت و به مدال نقره رسید.